# Falsely Accused!
Falsely Accused! (deutsch: Falsch beschuldigt!), ist ein US-amerikanisches Kriminal- und Gerichtsdrama des Regisseurs Wallace McCutcheon sr. aus dem Jahr 1908. Der Stummfilm ist eine Produktion der American Mutoscope and Biograph Company und zeigt den späteren Filmregisseur David Wark Griffith in seiner zweiten Filmrolle.

## Handlung
Ein wohlhabender Chemiker und Erfinder hat eine Filmkamera gebaut, mit deren Hilfe er das Filmwesen revolutionieren möchte. Die Handlung setzt mit dem Erfinder in seiner Bibliothek ein, der die Pläne seiner Erfindung studiert. Durch ein Telegramm wird er fortgerufen. Er legt seine Pläne in den Safe, versäumt aber in seiner Eile den Tresor zu verschließen. Das erscheint zunächst unbedeutend, denn seine Ehefrau und seine Tochter befinden sich im Zimmer.
Die Tochter wird von einem jungen Mann umworben, dem nicht nur die Tochter zugetan ist, sondern der auch das Wohlwollen ihrer Eltern genießt. Ein verachtenswerter Rivale sucht ebenfalls die Nähe der Tochter, es besteht aber kein Zweifel daran, dass er nur an dem Vermögen der Eltern interessiert ist, das durch die neue Kameratechnik weiteren Zuwachs erfahren wird. Obwohl ihm die Tochter keine Hoffnungen gemacht hat will er sie um jeden Preis erobern. So erscheint er kurz nach der Abreise des Vaters im Haus und wird von dem Hausmädchen in die Bibliothek geführt. Dort soll er warten, während das Hausmädchen die Tochter des Hauses von seinem Besuch informiert.
Während der Besucher alleine in der Bibliothek ist öffnet und durchsucht er den Tresor und steckt die wertvollen Pläne in seine Tasche. Als die Tochter in der Bibliothek erscheint erneuert er seine Liebesbekundungen, wird aber von der Tochter zurückgewiesen. Als er zudringlich wird schlägt sie ihm wütend ins Gesicht und weist ihn aus dem Haus. Er geht, schwört aber im Hinausgehen Rache.
Der Vater kehrt nach Hause zurück und geht in seine Werkstatt, um die letzten Tests seiner Erfindung durchzuführen. Während er den Film einlegt und den Antrieb startet erscheint der böswillige Verehrer seiner Tochter und hält förmlich um deren Hand an. Er wird natürlich auch hier zurückgewiesen und bedroht auch den Vater, wobei er mit den gestohlenen Dokumenten vor dem Gesicht des Alten herumfuchtelt. Auch dieser gerät in Wut und springt dem Dieb an den Hals, während Meter um Meter des Films durch die Kamera läuft.
Inzwischen berichtet die Tochter in der Bibliothek ihrem ersten Brautwerber von der Begegnung mit dessen Konkurrenten. Beim Abschied versichert sie ihm, dass er sich wegen des Nebenbuhlers keine Sorgen machen müsse. Anschließend geht sie in die Werkstatt und findet zu ihrem Entsetzen die Leiche ihres Vaters, erstochen mit einem Brieföffner von seinem eigenen Schreibtisch. Sie kniet neben dem toten Vater nieder, die Mordwaffe in der Hand. So wird sie von dem zurückgewiesenen Verehrer angetroffen, der mit weiteren Männern erscheint und sie des Vatermords beschuldigt. Der Augenschein spricht gegen sie, und so wird die Tochter verhaftet und ins Gefängnis gebracht. Alle wenden sich von ihr ab, ausgenommen ihre alte Mutter und ihr Verlobter. Dieser besucht sie im Gefängnis und verspricht, alles Mögliche zum Beweis ihrer Unschuld zu unternehmen.
In der Werkstatt sucht der Verlobte nach Hinweisen. Er hat durch seine Bekanntschaft mit dem Verstorbenen ein wenig Kenntnis von der Filmtechnik und der Arbeit im Fotolabor. So entdeckt er in der neuen Kamera den belichteten Film und entwickelt einen kurzen Streifen in der Dunkelkammer. Auf die abgebildete Szene reagiert er mit dem Ausruf My god! Just as I thought (deutsch: Mein Gott! Wie ich es mir gedacht habe). Er eilt mit dem Filmmagazin zum Assistenten des Vaters, der den ganzen Film entwickelt und einen Positivabzug anfertigt.
Mit diesem überzeugenden Beweisstück geht er zur Gerichtsverhandlung und projiziert seinen Fund mit Erlaubnis des vorsitzenden Richters auf eine improvisierte Leinwand. Die Szene beweist die völlige Unschuld der Tochter und zeigt den wahren Mörder bei der Tat. Dieser befindet sich ebenfalls im Gerichtssaal und versucht während der Vorführung zu fliehen, wird aber gestellt und für sein feiges Verbrechen verhaftet.

## Produktionsnotizen
David W. Griffith war Ende 1907 in finanziellen Schwierigkeiten, da seine Ehefrau Linda Arvidson und er selbst ihre Theaterengagements verloren hatten. Er hatte wiederholt versucht, Drehbücher an Filmstudios zu verkaufen, war aber abgewiesen worden. Obwohl Griffith vor Filmrollen zurückschreckte – seinerzeit hätte die Identifizierung als Filmschauspieler eine Theaterkarriere beendet – gehorchte er der Not und übernahm kleine Rollen in Filmen der Biograph Company. Zunächst spielte er den Gast eines russischen Hofballs in Professional Jealousy, und in Falsely Accused! einen Polizisten im Gerichtssaal (auf dem Bild der linke Mann an der Leinwand). Es folgte als dritter Auftritt auf der Leinwand in Rescued from an Eagle’s Nest des Regisseurs Edwin S. Porter von den Edison Studios die Hauptrolle des Vaters, der sein Kind rettet.
Der Film wurde am 26, 27. und 28. Dezember 1907 in den Biograph Studios in der 14th Street in Manhattan gedreht.
Produktionstechnisch interessant ist die Wiedergabe eines Films im Film. Die Kamera der Biograph Studios war nicht für Trickfilme ausgerüstet. Insbesondere war keine Doppelbelichtung möglich, da der Film beim Drehen seine Perforation erhielt. Ein zweiter Durchlauf des Streifens hätte ihn zerstört. Die Aufnahme des dargestellten Filmbilds wurde in der erforderlichen Größe hinten an den Originalfilm angefügt, dieser zeigte selbst nur die weiße Leinwand. Die Montage des gezeigten Filmes auf die Leinwand geschah erst im Kopierwerk bei der Vervielfältigung des Films, Bild für Bild. Auf ähnliche Weise wurden die Film-Darstellungen in den Biograph-Produktionen Bobby’s Kodak und Those Awful Hats bewerkstelligt.
In einer Szene ist die 68-mm-Kamera der Biograph Studios zu sehen.
Falsely Accused! ist ein One-Reeler auf 35-mm-Film mit einer Länge von 990 Fuß.
Die erste Kinovorführung fand am 18. Januar 1908 statt. Eine Kopie des Films befindet sich im Museum of Modern Art Department of Film in New York City.

## Kritik
The Moving Picture World veröffentlichte in ihrer Ausgabe vom 1. Februar 1908 eine Inhaltsangabe und eine kurze Rezension von Falsely Accused!. Der Film wird als der modernste und als einer der spannendsten jemals produzierten Filme gepriesen. Die schauspielerische Leistung sei perfekt in jedem Detail und es wäre dennoch sorgsam jegliche Grausamkeit in der Darstellung vermieden worden. An anderer Stelle schreibt ein Rezensent der Zeitschrift, dass der Film über eine gut ausgearbeitete Handlung verfüge und alle Szenen schlüssig aufeinander folgten. Der Film sei insgesamt ein kleines Meisterstück voller filmischer Details.